# Zoologische Staatssammlung München
Zoologische Staatssammlung München is een onderzoeksinstituut en natuurhistorisch museum van de Vrijstaat Beieren en staat in München. Het instituut doet onderzoek aan de systematiek van dieren in de ruimste betekenis van het woord. De collectie specimens van het museum behoort tot de top tien van belangrijkste verzamelingen in de wereld. Het museum en het instituut zijn onderdeel van de Staatliche Naturwissenschaftliche Sammlungen Bayerns, een groter geheel van wetenschappelijke instellingen van de vrijstaat Beieren.